# Guha Uleue
Guha Uleue is een bestuurslaag in het regentschap Aceh Utara van de provincie Atjeh, Indonesië. Guha Uleue telt 433 inwoners (volkstelling 2010).